# Сако (Рим)
Сако је насеље у Италији у округу Рим, региону Лацио.
Према процени из 2011. у насељу је живело 27 становника. Насеље се налази на надморској висини од 211 м.